# Elaine Showalter
Pour les articles homonymes, voir Showalter.
Elaine Showalter, née le 21 janvier 1941 à Boston au Massachusetts, est une critique littéraire, féministe et écrivaine américaine. Elle a notamment enseigné à l'université Rutgers et à l'université de Princeton, où elle est devenue professeure émérite. 

## Biographie

### Enfance et formation
Elaine Showalter naît le 21 janvier 1941 à Boston, dans le Massachusetts (États-Unis). Son père est dans le commerce de la laine, et sa mère est femme au foyer.
Elle étudie au Collège Bryn Maur, obtenant un diplôme en 1962, puis à l'université Brandeis (diplôme obtenu en 1964), et ensuite à l'université de Californie où elle obtient un doctorat en 1970.

### Carrière
En 1969, elle devient professeure à la faculté du collège Douglas — la division féminine de l'université Rudgers —, où elle développe les cours dans le champ des études des femmes (en anglais : women's studies). Elle contribue aussi à des articles concernant la littérature des femmes. Par la suite, elle travaille comme professeure à l'université Rutgers et à l'université de Princeton, devenant par la même occasion la première femme à enseigner dans chacune de ces deux structures. Professeure émérite à Princeton, elle y prend sa retraite en 2003. Par ailleurs, elle a aussi été journaliste indépendante et commentatrice de médias.
Depuis la prise de sa retraite à Princeton, elle vit entre Washington, D.C. et Londres ; elle a été élue Membre de la Société royale de littérature de Londres (en anglais : « Fellow of the Royal Society Of Literature »).

## Travaux
Elaine Showalter est critique littéraire et enseignante ; elle fonde les gynocritics, une école de critique féministe s'intéressant à « la femme en tant qu'écrivain... » avec l'histoire, les thèmes, les genres et structures de littérature par des femmes.
Dans son premier ouvrage, A Literature of Thier Own: British Women Novelists from Brontë to Lessing, paru en 1977, elle développe le travail fait durant sa thèse de doctorat. Cet ouvrage est une étude pionnière dans son genre ; l'auteure y  créée une grille critique pour analyser la littérature écrite par des femmes. Ultérieurement, pour son second ouvrage, The Female Malady: Women, Madness, and English Culture, 1830–1980, publié en 1985, elle mène une étude historique concernant les femmes et la pratique de la psychiatrie. Showalter évoque les idéologies culturelles portées sur le comportement féminin approprié, et montre comment ces dernières ont façonné la définition et le traitement de la folie féminine, de l'époque victorienne à nos jours. Elle a publié également Sexual Anarchy: Gender and Culture at the Fin de Siècle (1990) ; Sister’s Choice: Tradition and Change in American Women’s Writing en 1991, puis Hystories: Historical Epidemics and Modern Culture en 1997 : une exploration controversée de l'histoire de l'hystérie de masse, dans laquelle Showalter désigne l'hystérie comme une condition médicale se manifestant par un phénomène culturel sous la forme de maladies acceptées médicalement et socialement. Ce point de vue lui vaut un grand nombre de critiques[source secondaire souhaitée]. Dans Inventing Herself: Claiming a Feminist Intellectual Heritage (2001), elle traite de l'évolution de l'intellectuel(le) féministe du XVIIIe siècle à nos jours, incarnée par des icônes féministes comme Charlotte Perkins Gilman, Oprah Winfrey, ou la princesse Diana. En 2003, Showalter publie Teaching literature, guide d'enseignement de la littérature anglaise désigné aux étudiants de premier cycle à l'université. Faculty Towers: The Academic Novel and Its Discontents, publié en 2005, porte sur la nouvelle académique et ses relations aux institutions universitaires dans le monde réel. Dans A Jury of Her Peers (2009), Elaine Showalter livre une enquête sur l'écriture des femmes aux États-Unis des origines du pays jusqu'aux années 1990, pour laquelle elle se voit récompensée lors de l'édition 2012 du Truman Capote Award for Literary Criticism. Par ailleurs, elle a publié en 2016 une biographie de l'auteure américaine Julia Ward Howe, intitulée : The Civil Wars of Julia Ward Howe.
Elaine Showalter a aussi été l'éditrice de plusieurs ouvrages, dont The New Feminist Criticism (1985) et Daughters of Decadence: Women Writers of the Fin de Siècle (1993).

## Principaux ouvrages
- A literature of their own: British women novelists from Brontë to Lessing. Princeton, N.J.: Princeton University Press, 1977.
- Toward a Feminist Poetics Women’s Writing and Writing About Women. London: Croom Helm, 1979.
- Feminist Criticism in the Wilderness, Critical Inquiry 8. University of Chicago: Winter, 1981.
- The female malady: women, madness, and English culture, 1830–1980. New York: Pantheon Books, 1985.
- New feminist criticism: essays on women, literature, and theory (éd.), New York: Pantheon Books, 1985.
- Sexual anarchy: gender and culture at the fin de siècle. New York: Viking, 1990.
- Hystories: hysterical epidemics and modern media. New York: Columbia University Press, 1997.
- Inventing herself: claiming a feminist intellectual heritage. New York: Scribner, 2001.
- Teaching literature. Oxford: Blackwell, 2003.
- Faculty Towers: The Academic Novel and Its Discontents. Pennsylvania: University of Pennsylvania, 2005.

## Hommages
- Professeure émérite de l'université de Princeton
- Membre de la Société royale de littérature de Londres
- Diplômée honoraire de l'université de St Andrews en Écosse
- Lauréate du prix Truman Capote de la critique littéraire pour A Jury of Her Peers: American Women Writers from Anne Bradstreet to Annie Proulx